# Vasca delle palline

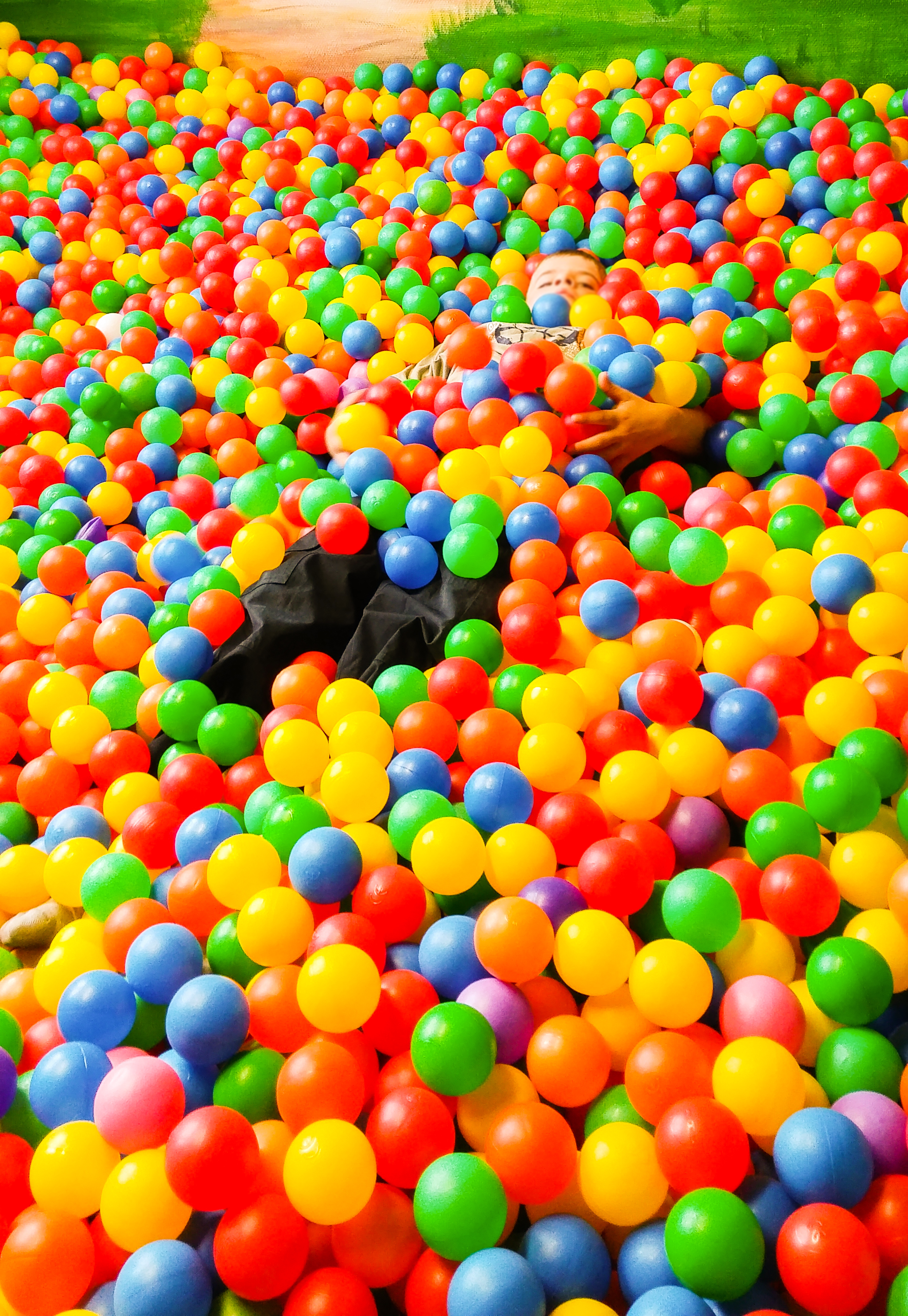
Bambino in una vasca delle palline

La vasca o piscina delle palline è una vasca gonfiabile riempita di palline di plastica del diametro di circa sette centimetri. Le vasche delle palline vengono usate dai bambini a fini ricreativi e sono spesso installate negli asili nido, nei parchi divertimento, in luoghi di intrattenimento per famiglie, o in occasione di feste ed eventi per i più piccoli.

## Storia
Le vasche delle palline risultano inventate da Eric McMillan nel 1976, anno in cui egli fece installare una piscina di questo tipo al SeaWorld Captain Kids World di San Diego. Durante la fine degli anni novanta si diffuse la leggenda metropolitana secondo la quale alcuni bambini sarebbero stati uccisi dopo essere stati morsi da serpenti o punti da aghi ipodermici dopo essersi tuffati in una piscina di palline.